# جو وون
جو وون (کره‌ای: 주원؛ زادهٔ مون جون وون در ۳۰ سپتامبر ۱۹۸۷) بازیگر اهل کره جنوبی است و به خاطر ایفای نقش در نان، عشق و رؤیاها (۲۰۱۰)، ماسک عروس (۲۰۱۲)، آقای دکتر (۲۰۱۳)، یونگ پال (۲۰۱۵)، دختر پرروی من (۲۰۱۷)، و آلیس (۲۰۲۰) شناخته می‌شود.

## اوایل زندگی و تحصیلات
مون جون وون (نام اصلی) در شهر سئول کره جنوبی متولد شده‌است. او کوچک‌ترین عضو خانواده است. جو وون (نام صحنه) وقتی که ۸ سالش بود پدرش او و برادرش را به آمریکا فرستاد تا در آنجا تحصیل کنند. اما آن‌ها پس از ۶ ماه به کره بازگشتند. جو وون در اینباره می‌گوید: اگر قبلاً می‌دانستم حتماً کمی بیشتر در آنجا می‌ماندم.
زمانی که او سوم دبیرستان بود، به علت شخصیت خویشتن گرایش، والدینش او را تشویق کردند تا در رشته‌های هنری شرکت کند. او به دبیرستان هنر و بازیگری پیوست و درسش را در دانشگاه سونگ کیون کوان خواند. در سال ۲۰۱۳ جو وون اعلام کرد که درسش را در دانشگاه کنکوک ادامه می‌دهد.
سالی که جو وون به مدرسه هنر رفت پدرش برای او لقب جو وون را در نظر گرفت که به معنی خدا خواسته‌است. او بهتر از هر کس دیگری تلاش کرد تا بازیگر شود. همچنین او به عنوان خواننده نیز فعالیت می‌کند، برای هر کدام از سریال‌هایش یک یا دو موسیقی متن خوانده و همچنین اجراهای زنده بسیاری در فن میتینگ یا برنامه‌های دیگرش به عنوان یک خواننده و بازیگر داشته‌است.

## حرفه

### ۲۰۰۶ تا ۲۰۰۹ به عنوان بازیگر موزیکال
جو وون به علت علاقه زیادش به خوانندگی در برنامه مستقلی که تحت نظر شبکه اس‌بی‌اس بود وارد شد و به همراه گروهی از بچه‌ها در آنجا اجرا کرد. اما بلافاصله اجرا را ترک کرد. پس از آن او برای ورژن کره‌ای موزیکال قربانگاه پسران مصاحبه کرد و در آن مصاحبه قبول شد. این موزیکال آغاز کار وی بود. پس از آن در موزیکال‌های مجردها، چاپلوس و سینگ سانگ نام بازی کرد و مهم‌ترین آن‌ها موزیکال جنبش بهاری بود.

### ۲۰۱۰ تا ۲۰۱۳ به عنوان بازیگر
جو وون اولین اجرای بازیگری خودش را در سال ۲۰۱۰ در سریال نان، عشق و رؤیاها در نقش گو ما جون آغاز کرد. او در این سریال جز نقش‌های اصلی بود و با وجود اینکه اولین بازی او بود اما توجه بسیاری را برانگیخت و بازی بینظیر خود را به نمایش گذاشت، و این سریال رکورد بیشترین درصد بیننده با ۵۰ درصد را از آن خود کرد.
جو وون در سال ۲۰۱۱ در سریال خانواده اوجاک‌گیو که از شبکه کی‌بی‌اس پخش شد ایفای نقش کرد. در این سریال نقش مقابل جو وون یوئی از گروه مشهور افتر اسکول بود که هر دو خودشان را به عنوان یک بازیگر خوب مطرح کردند. این سریال جو وون هم موفق از آب درآمد که با درصد بیننده ۳۶ رکورد دارشد. در این سریال جو وون به خاطر نقشش از دو جشنواره مختلف جایزه بهترین بازیگر جدید را گرفت.
جو وون در سال ۲۰۱۲ سومین کار سریالی خودش را به نام ماسک عروس که از کانال کی‌بی‌اس پخش می‌شد انجام داد. جو وون در این سریال نقش یک قهرمان در تاریخ کره که به مردم ستم دیده کمک می‌کرد را بازی می‌کرد. این سریال توجهات بسیاری را به خود جذب کرد و جو وون با این سریال توانست طرفداران بسیاری را جمع کند. جو وون به خاطر بازی خوبش در این سریال جایزه بهترین بازیگر را دریافت کرد.
زمانی که جو وون برای ماسک عروس فیلمبرداری می‌کرد همزمان در برنامه مشهور ۲ روز و ۱ شب شرکت کرد و جو وون در آن موقع خود را هوادار گروه اِ پینک اعلام کرد.
در بهار سال ۲۰۱۳ جو وون کار دیگر را به نام هفتمین عامل غیرنظامی که اینبار از شبکه ام‌بی‌سی بود و نقش هان گیل رو را بازی کرد؛ که این سریال نیز مثل سریال‌های قبلی جو وون موفقیت زیادی را کسب کرد و دوباره جو وون به خاطر بازی خوبش جایزه بهترین مرد رو دریافت کرد.
در مه ۲۰۱۳ جو وون نقش تأثیرگذاری در سریال آقای دکتر بازی کرد که این سریال را بسیاری بهترین سریال جو وون تا الان می‌دانند و جو وون در این سریال نقش یک دکتر را بازی می‌کند که به بیماری اوتیسم مبتلاست و به همین دلیل او یک دکتر کودکان نابغه است. جو وون به خاطر بازی بسیار زیبایش از جوایز درامای کی‌بی‌اس چهار جایزه را دریافت کرد که مهم‌ترین آن بازیگر سال بود که توسط کارگردانان انتخاب می‌شد.

### بازگشت به موزیکال و فیلم و سریال
جو وون پس از ۴ سال به موزیکال بازگشت. جو وون در نقش سم وات در موزیکال روح ایفای نقش کرد که این موزیکال به مدت ۷ ماه طول کشید و در ماه ژوئن ۲۰۱۳ پایان یافت.
کمپانی جو وون اعلام کرد که جو وون قرار است در اواخر سال ۲۰۱۴ در یک سریال موزیکال که بازسازی از سریال ژاپنی است ایفای نقش کند و همچنین فیلم پادشاه مد جو وون تابستان ۲۰۱۴ اکران شد و او در سال ۲۰۱۵ در یک فیلم دیگر هنرنمایی کرد.

## فیلم‌شناسی

### فیلم
| سال  | عنوان                          | نقش          | توضیحات      | منابع  |
| ---- | ------------------------------ | ------------ | ------------ | ------ |
| ۲۰۱۱ | اس. آی.یو.                     | کیم هو ریونگ |              | [ ۳ ]  |
| ۲۰۱۲ | کلیک نکن                       | جون هیوک     |              | [ ۴ ]  |
| ۲۰۱۲ | نیکو ۲: برادر کوچک، دردسر بزرگ | نیکو         | دوبله کره‌ای  | [ ۵ ]  |
| ۲۰۱۳ | قلبمو بدزد                     | لی هو ته     |              | [ ۶ ]  |
| ۲۰۱۴ | پادشاه مد                      | وو کی میونگ  |              | [ ۷ ]  |
| ۲۰۱۵ | شهود کشنده                     | جانگ وو      |              | [ ۸ ]  |
| ۲۰۱۶ | شانزده شیرین                   | چو وی‌ران     |              | [ ۹ ]  |
| ۲۰۱۶ | ساعت زدن                       | سو کی وونگ   | فیلم کوتاه   | [ ۱۰ ] |
| ۲۰۲۲ | کارتر                          | کارتر        | فیلم نتفلیکس | [ ۱۱ ] |
| ن/م  | آتش‌نشان                        |              |              | [ ۱۲ ] |

### مجموعه تلویزیونی
| سال       | عنوان                | نقش                      | منابع  |
| --------- | -------------------- | ------------------------ | ------ |
| ۲۰۱۰      | نان، عشق و رؤیاها    | گو ما جون / سو ته جو     | [ ۱۳ ] |
| ۲۰۱۱–۲۰۱۲ | خانواده اوجاک‌گیو     | هوانگ ته هی              | [ ۱۴ ] |
| ۲۰۱۲      | ماسک عروس            | لی کانگ تو / ساتو هیروشی | [ ۱۵ ] |
| ۲۰۱۳      | هفتمین عامل غیرنظامی | هان گیل رو / هان پیل هون | [ ۱۶ ] |
| ۲۰۱۳      | آقای دکتر            | پارک شی اون              | [ ۱۷ ] |
| ۲۰۱۴      | موسیقی فردا          | چا یو جین                | [ ۱۸ ] |
| ۲۰۱۵      | یونگ پال             | کیم ته هیون              | [ ۱۹ ] |
| ۲۰۱۷      | دختر پرروی من        | گیون وو                  | [ ۲۰ ] |
| ۲۰۲۰      | آلیس                 | پارک جین گیوم            | [ ۲۱ ] |
| ۲۰۲۳      | دزد: نگهبان گنج      | هوانگ ده میونگ           | [ ۲۲ ] |
| ۲۰۲۴      | استودیو عکاسی نیمه‌شب | سو کی جو                 | [ ۲۳ ] |

### راوی
| سال  | عنوان              | توضیحات              | منابع |
| ---- | ------------------ | -------------------- | ----- |
| ۲۰۱۲ | خاطرات تمدن - نقشه | مجموعه مستند ۴ قسمتی |       |

### ورایتی شو
| سال       | عنوان              | توضیحات      | شبکه          | منابع  |
| --------- | ------------------ | ------------ | ------------- | ------ |
| ۲۰۰۶      | Frees              | عضو بازیگران | اس‌بی‌اس        | [ ۲۴ ] |
| ۲۰۱۲–۲۰۱۳ | ۲ روز و ۱ شب       | عضو بازیگران | کی‌بی‌اس۲       | [ ۲۵ ] |
| ۲۰۱۴      | وقایع زندگی جو وون | خودش         | کی‌ان‌تی‌وی ژاپن |        |
| ۲۰۲۱      | نویینگ براس        | خودش         | جی‌تی‌بی‌سی      | [ ۲۴ ] |

### حضور در موزیک ویدئو
| سال  | عنوان                                                         | آرتیست       | منابع  |
| ---- | ------------------------------------------------------------- | ------------ | ------ |
| ۲۰۱۰ | «دلم برات تنگ شده» (Miss You)                                 | اس‌ام د بالاد |        |
| ۲۰۱۲ | «من یک زن دیگر را به گریه انداختم» (I Made Another Woman Cry) | توبی‌آی‌سی     | [ ۲۶ ] |

## تئاتر موزیکال
| سال       | عنوان          | نقش         |
| --------- | -------------- | ----------- |
| ۲۰۰۷      | قربانگاه پسران | متیو        |
| ۲۰۰۸      | تنها           | گروه موسیقی |
| ۲۰۰۹      | جنبش بهاری     | یون‌ها نام   |
| ۲۰۱۳–۲۰۱۴ | روح            | سم وات      |

## ترانه‌شناسی

### موسیقی متن
| Year | Title                             | Track              | Artist             |
| ---- | --------------------------------- | ------------------ | ------------------ |
| ۲۰۱۰ | اواس‌تی نان، عشق و رؤیاها (پارت ۷) | عشق من             |                    |
| ۲۰۱۲ | اواس‌تی ماسک عروس                  | روز دادرسی         | همراه لی جانگ هیون |
| ۲۰۱۲ | اواس‌تی ماسک عروس                  | عشق و عشق          |                    |
| ۲۰۱۳ | اواس‌تی ۷ عامل غیرنظامی            | من عشق رو نمی‌شناسم |                    |
| ۲۰۱۳ | اواس‌تی آقای دکتر                  | درمان عشق          |                    |
| ۲۰۱۳ | اواس‌تی آقای دکتر                  | اگر من بودم        |                    |